# میکینیک
میکینیک (به پرتغالی: Maiquinique) یک منطقهٔ مسکونی در برزیل است که در باهیا واقع شده‌است. میکینیک ۱۰٬۲۰۶ نفر جمعیت دارد.